# Chapelle du Banquet
La chapelle du Banquet, ou Notre-Dame du Morvan, est un édifice religieux situé en haut d'une chaine de petites collines sur la commune de Mhère, dans le département français de la Nièvre en région Bourgogne-Franche-Comté.

## Description
Située à 554 mètres d’altitude, elle domine la région avoisinante et donne une vue panoramique sur les communes de Mhère et Gâcogne. Inspirée du style roman du XIe siècle, elle se compose d’un chœur en abside et d’un clocher haut de 18 mètres.

## Architecture
La Chapelle du Banquet a été construite en respectant un style roman du XIIe siècle. Elle mesure 15 mètres de long et 7,50 mètres de large. Sa hauteur totale du sol au clocher est de 18 mètres (croix non comprise).

## Historique
Sur le site de la chapelle, sur les hauteurs dites « du Haut du Banquet », se situait déjà à l'époque des Eduens un temple celte qui rassemblait régulièrement les habitants de la contrée.
La chapelle a été édifiée sur la colline du Banquet en 1858 à l'initiative de l'homme politique et magistrat André Dupin (maire de Gâcogne de 1828 à 1848). Propriétaire du Château de Raffigny, il souhaitait, avec sa femme Marie-Geneviève Brunier, édifier un petit sanctuaire de style roman, qu'ils pourraient contempler depuis leur propriété. Ancien président de la chambre des députés et procureur général de la Nièvre, il voulait aussi redonner de l'éclat à sa région du Morvan, qui n'avait pas très bonne réputation à l'époque. Il fit l'acquisition des terrains en 1857, deux ans après le décès de sa femme.
C'est l'architecte Louis Lenormand qui fut chargé de la construction de l'édifice. L'inauguration eut lieu le 21 septembre 1858, en présence de Mgr Dufêtre, évêque de Nevers, et de nombreuses personnalités locales et régionales.
Progressivement abandonnée, la chapelle est presque ruinée par les deux guerres. Pour éviter les pillages, les portes et la cloche furent déménagées à Gâcogne. Au cours de la Seconde Guerre mondiale, la cloche fut même cachée au fond d'un étang pour échapper aux Allemands.
C'est à partir de 1986 que l'association « Pro-Morvan » fut fondée afin de remettre la chapelle en état. Les habitants des communes et hameaux des environs organisèrent à une collecte de fonds et participèrent de leurs mains à la restauration du petit édifice.
De nos jours, une messe y est célébrée le dimanche qui suit le 15 août et une grande fête y est organisée à l’époque de la fête de la Saint Jean (mais les feux ne sont pas allumés les années trop sèches pour prévenir le risque d'incendie).
En 2007, avec l'arrivée de la Slovénie et avant l'entrée de Chypre et Malte, elle se trouvait située à proximité du centre géographique de la zone euro.